# Chapelle Gauvin
La chapelle Gauvin est un édifice religieux catholique situé à Ancenis-Saint-Géréon dans le département de la Loire-Atlantique en France.

## Description
La chapelle est érigée au nord-est du bourg d'Ancenis, au nord-ouest du marais de Grée. Il s'agit d'un édifice de plan rectangulaire à une nef surmontée d'une voûte en berceau, terminée par un chevet polygonal. Le portail d'entrée est surmonté d'une niche contenant une statuette de Marie. La toiture à double pans est recouverte d'ardoises. Un petit clocher est situé à la verticale du portail. Les murs latéraux sont percés d'une fenêtre au niveau du choeur, tandis que le chevet est percé d'une baie plus large, munie d'un vitrail.

## Historique
La chapelle aurait été construite entre le XVIIe et XVIIIe siècles par le cultivateur Gauvin afin de conjurer l'attaque de son bétail par des insectes volants.